# Dịch tễ học xã hội
Trong khi dịch tễ học "nghiên cứu về sự phân bố và các yếu tố quyết định tình trạng sức khỏe trong dân số", thì dịch tễ học xã hội là "một nhánh của dịch tễ học quan tâm đến cách mà các cấu trúc xã hội, thể chế và các mối liên quan ảnh hưởng đến sức khỏe." Nghiên cứu này bao gồm "tất cả các đặc trưng cụ thể, và con đường mà qua đó các điều kiện xã hội tác động đến sức khỏe".
Mặc dù nghiên cứu sức khỏe thường được tổ chức phân loại theo bệnh tật hay hệ thống cơ quan, lý thuyết dịch tễ học xã hội thường được tổ chức xoay quanh các yếu tố ảnh hưởng đến sức khỏe. (tức là, yếu tố quyết định sức khỏe hơn là tình trạng sức khỏe). Nhiều yếu tố xã hội có mối liên quan đến một loạt các lĩnh vực y tế. Do đó dịch tễ học xã hội có thể giải quyết bất kỳ tình trạng sức khỏe nào, bao gồm cả bệnh mãn tính, bệnh truyền nhiễm, sức khỏe tâm thần và kết quả lâm sàng hoặc tiên lượng bệnh. Những mối quan tâm của các nhà dịch tễ học xã hội thường tập trung phạm vi ở cấp độ cá thể (như: nghèo đói, giáo dục, cô lập xã hội), các yếu tố theo hoàn cảnh sống (như: phân biệt dân cư hoặc bất bình đẳng trong thu nhập) và chính sách xã hội (như: chính sách an ninh thu nhập hoặc chính sách thúc đẩy tiếp cận giáo dục). Dịch tễ học xã hội chú trọng đến việc phân tích giải quyết các tác động độc lập hoặc cùng phối hợp của nhiều yếu tố nguy cơ cá nhân hoặc bối cảnh. Hiểu rõ về nguồn gốc của sự chênh lệch sức khỏe và xác định các chiến lược để loại bỏ sự khác biệt về sức khỏe đó là một trọng tâm chính của dịch tễ học xã hội.